# Gudrat Hasangouliyev
Gudrat Hasangouliyev est un homme politique azerbaïdjanais, membre des IIe, IIIe, IVe, Ve et VIe législatures de l'Assemblée nationale d'Azerbaïdjan.

## Biographie
Gudrat Hasangouliyev est né le 29 janvier 1965 à Djoulfa de la République autonome de Nakhitchevan. En 1992, il est diplômé de la faculté de droit de l'Université d'État de Bakou.

### Carrière
Il a travaillé comme inspecteur à Bakou, comme assistant du secrétaire d'État de la République d'Azerbaïdjan et comme professeur à l'Université d'Asie.
Il est le chef du groupe de travail sur les relations interparlementaires Azerbaïdjan-Malte, membre des groupes de travail sur les relations avec les parlements de Belgique, de Grande-Bretagne, de Croatie, d'Italie, de Moldavie, du Pérou et de Russie.
Gudrat Hasangouliyev est membre des délégations azerbaïdjanaises à l'Assemblée parlementaire d'Euronest et à l'Assemblée parlementaire de GUAM.

### Famille
Gudrat Hasangouliyev est marié et a deux enfants.